# Schorte
Die Schorte ist ein über acht Kilometer langer rechter Nebenfluss der Ilm in Ilmenau im thüringischen Ilm-Kreis.

## Verlauf
Die Schorte entspringt am Osthang des Pferdeberges bei Stützerbach. Sie verläuft durch das Schortetal, bildet in dessen Oberteil den Knöpfelstaler Teich, ein im 17. Jahrhundert angelegtes Staubecken zum Flößen von Holz, und mündet nach 8,56 km am Grenzhammer, einem Ortsteil von Ilmenau, in die Ilm.

## Weiteres
Der oberste Teil des Schortetales wird als Finsteres Loch bezeichnet und ist durch Goethes Gedicht Ilmenau bekannt geworden.
Im weiteren Verlauf flussabwärts befanden sich viele Bergwerksstollen zum Abbau von Flussspat und Mangan. Das Bergwerk „Volle Rose“ wurde 1991 stillgelegt. Es ist heute als Schaubergwerk hergerichtet und für Besucher geöffnet. Die spatführenden Schichten des Pferdebergs werden seit 2005 auf Grund des stark gestiegenen Weltmarktpreises wieder abgebaut. Der Abbau erfolgt aus Richtung Gehren im Schobsetal.

## Namensherkunft
Die erste urkundliche Erwähnung datiert erst aus dem Jahr 1503, damals als Schortte. Der Name wechselte dann über Schorttenwasser (1527), Große Schorte (1534) und Schörten (1587) zu Schorte. Hergeleitet wird der Name vom germanischen skorta- „abgeschnitten“, aus dem sich auch das englische short „kurz“ entwickelte. Mangels früher Belege ist unklar, ob ein Zusammenhang mit -aha besteht.